# St. Elmo
St. Elmo – miasto w Stanach Zjednoczonych, w stanie Illinois, w hrabstwie Fayette.